# IC 4853
IC 4853 је спирална галаксија у сазвјежђу Паун која се налази на листи објеката дубоког неба у Индекс каталогу.
Деклинација објекта је - 71° 4' 13" а ректасцензија 19h 30m 47,2s. Привидна величина (магнитуда) објекта IC 4853 износи 14,0 а фотографска магнитуда 14,9. IC 4853 је још познат и под ознакама ESO 72-16, IRAS 19253-7110, PGC 63304.